# Rajd Ypres 1998
Rajd Ypres 1998 (34. Belgium Ypres Westhoek Rally) – 34. edycja rajdu samochodowego Rajd Ypres rozgrywanego w Belgii. Rozgrywany był od 26 do 28 czerwca 1998 roku. Była to dwudziesta siódma runda Rajdowych Mistrzostw Europy w roku 1998 (rajd miał najwyższy współczynnik – 20), piąta runda Rajdowych Mistrzostw Belgii.

## Klasyfikacja rajdu
| Miejsce                        | Kierowca                     | Pilot                        | Samochód                      | Czas                         | Strata                       |                              |
| Klasyfikacja generalna i ERC   | Klasyfikacja generalna i ERC | Klasyfikacja generalna i ERC | Klasyfikacja generalna i ERC  | Klasyfikacja generalna i ERC | Klasyfikacja generalna i ERC | Klasyfikacja generalna i ERC |
| ------------------------------ | ---------------------------- | ---------------------------- | ----------------------------- | ---------------------------- | ---------------------------- | ---------------------------- |
| 1.                             | Freddy Loix                  | Sven Smeets                  | Toyota Corolla WRC            | 3:08:51.9                    | 0.0                          |                              |
| 2.                             | Andrea Aghini                | Loris Roggia                 | Toyota Corolla WRC            | 3:11:37.5                    | +2:45.6                      |                              |
| 3.                             | Renaud Verreydt              | Jean-François Elst           | Subaru Impreza S5 WRC '97     | 3:12:01.8                    | +3:09.9                      |                              |
| 4.                             | Grégoire de Mevius           | Jean-Marc Fortin             | Subaru Impreza S5 WRC '97     | 3:13:31.9                    | +4:40.0                      |                              |
| 5.                             | Paul Lietaer                 | Geert Derammelaere           | Subaru Impreza 555            | 3:17:07.7                    | +8:15.8                      |                              |
| 6.                             | Enrico Bertone               | Massimo Chiapponi            | Toyota Celica GT-Four (ST205) | 3:18:12.3                    | +9:20.4                      |                              |
| 7.                             | Jean-Pierre van de Wauwer    | Jean Vanderschueren          | Peugeot 306 Maxi              | 3:19:12.0                    | +10:20.1                     |                              |
| 8.                             | Kris Princen                 | Elisabeth Genten             | Renault Mégane Maxi           | 3:20:42.1                    | +11:50.2                     |                              |
| 9.                             | Pascal Gaban                 | Eddy Chevaillier             | Citroën Saxo Kit Car          | 3:25:23.1                    | +16:31.2                     |                              |
| 10.                            | Dominique Bruyneel           | Philippe Droeven             | Peugeot 306 Kit Car           | 3:27:15.6                    | +18:23.7                     |                              |
| Klasyfikacja mistrzostw Belgii |                              |                              |                               |                              |                              |                              |
| 1.                             | Jean-Pierre van de Wauwer    | Jean Vanderschueren          | Peugeot 306 Maxi              | 3:19:12.0                    | 0.0                          |                              |
| 2.                             | Kris Princen                 | Elisabeth Genten             | Renault Mégane Maxi           | 3:20:42.1                    | +1:30.1                      |                              |
| 3.                             | Pascal Gaban                 | Eddy Chevaillier             | Citroën Saxo Kit Car          | 3:25:23.1                    | +6:11.1                      |                              |
| 4.                             | Dominique Bruyneel           | Philippe Droeven             | Peugeot 306 Kit Car           | 3:27:15.6                    | +8:03.6                      |                              |